# Skleryt
Skleryt – stwardniała, zesklerotyzowana lub zwapniała część ciała niektórych zwierząt. Terminu tego w różnych grupach zwierząt używa się do określania różnych struktur, na przykład u stawonogów – ektodermalnych, a u szkarłupni – mezodermalnych.

## Skleryty owadów
U owadów każdy typowy pierścień ciała składa się z czterech sklerytów:
- brzusznego (sternit),
- bocznego (pleura; są dwa skleryty boczne),
- grzbietowego (tergit).

## Skleryty szkarłupni
Znaczna część strzykw nie ma szkieletu zewnętrznego, występują jedynie znajdujące się wewnątrz ciała zwapniałe skleryty. Stąd zapis kopalny tych zwierząt ogranicza się najczęściej tylko do izolowanych sklerytów; ich badaczką była Marthe Deflandre-Rigaud. Z dewonu Polski podano kilkadziesiąt gatunków sklerytów różnych grup szkarłupni.

## Skleryty i sklerytomy w paleontologii
Skleryty są często jedyną formą zapisu różnych nieznanych skądinąd grup kopalnych, szczególnie wśród faun kambryjskich (tzw. small shelly fossils). 
Całość zespołu sklerytów nazywa się sklerytomem (odpowiednik szkieletu). Całe sklerytomy znajduje się jedynie w bardzo rzadkich przypadkach; zwykle znajduje się izolowane skleryty. W związku z tym często konieczna jest mozolna rekonstrukcja sklerytomów na podstawie izolowanych sklerytów: tak na przykład rekonstrukcja kambryjskiego tommotiida (pierwotnego czułkowca) Eccentrotheca, przedstawiona przez paleontologów Christiana Skovsteda, Glenna Brocka, Timothy'ego Toppera, Johna Patersona i Larsa Holmera, była możliwa jedynie dzięki znalezieniu częściowo zestawionych sklerytów.

## Inne użycia terminu „skleryt”
U ryb sklerytami czasem określa się pierścienie na łuskach. Sklerytami nazywane są też spikule gąbek.